# لورکاسرین
لورکاسرین (انگلیسی: Lorcaserin) یک داروی کاهش وزن است که با فعال کردن یک نوع گیرنده سروتونین به نام گیرنده 5-HT2C در ناحیه ای از مغز به نام هیپوتالاموس، که به کنترل اشتها معروف است، اشتها را کاهش می دهد. این دارو در سال ۲۰۱۲ تایید شد و در سال ۲۰۲۰ میلادی به دلیل افزایش خطر ابتلا به سرطان در برخی از مصرف کنندگان، از بازار ایالات متحده حذف شد.

## کاربرد پزشکی
لورکاسرین در طولانی مدت برای کاهش وزن در افراد چاق مورد استفاده قرار گرفت.